# Аксенте, Каталина
Каталина Аксенте (рум. Cătălina Axente, род. 31 октября 1995) — румынская спортсменка, борец вольного стиля, бронзовый призёр чемпионатов Европы 2020 и 2023 годов. Участница II Европейский игр в Минске. 

## Биография
На международных соревнованиях выступает с 2014 года. 
На чемпионате Европы среди спортсменов не старше 23-х лет в 2018 году в городе Стамбуле, в весовой категории до 76 кг, завоевала бронзовую медаль.
В 2019 году  приняла участие в соревнованиях по борьбе на II Европейских играх в Минске. В весовой категории до 76 кг стала одиннадцатой. 
В феврале 2020 года на чемпионате континента в итальянской столице, в весовой категории до 72 кг Каталина в схватке за бронзовую медаль победила спортсменку из Италии Энрику Ринальди и завоевала бронзовую медаль взрослого чемпионата Европы.